# Fosite

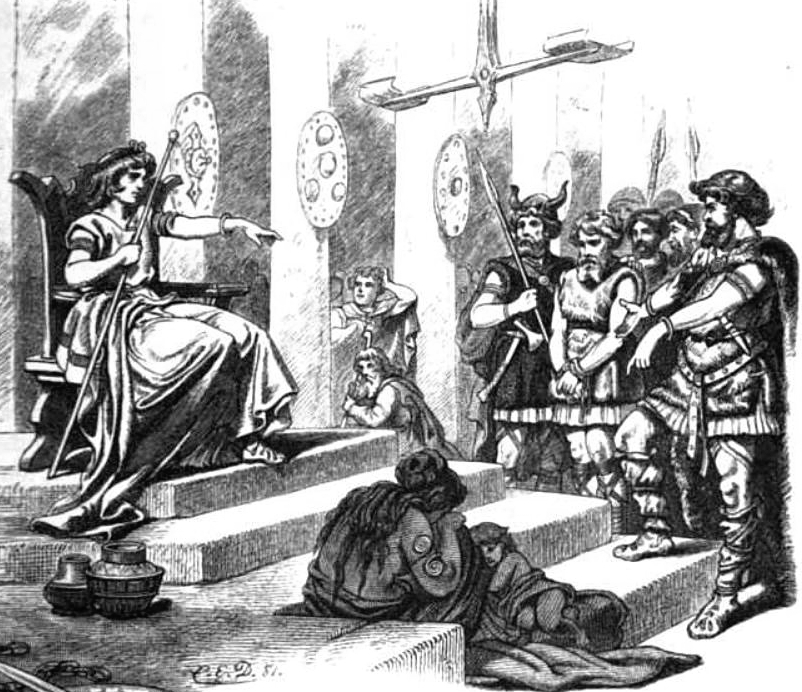
Forseti door Carl Emil Doepler (1824-1905)

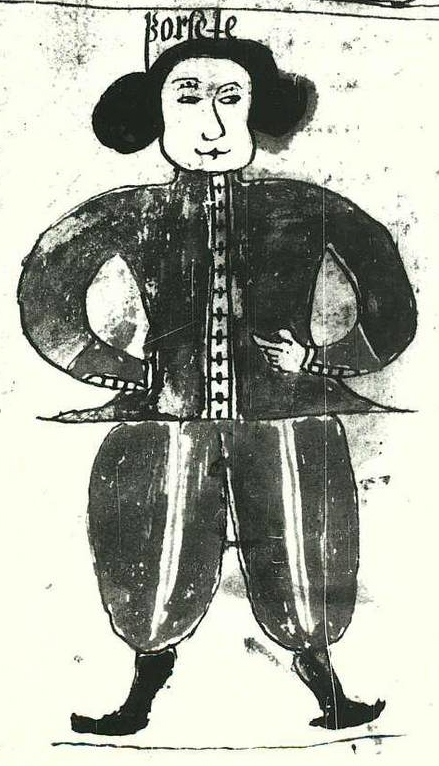
Forseti, 1680

Fosite of Forseti (foutief: Forsite of Foseti) is in de Germaanse mythologie een Noordse god gewijd aan de rechtspraak. Aangenomen wordt dat de noordelijke cultus van de god die in het Oudnoors Forseti en later Forsete werd genoemd in verband staat met een soortgelijke cultus in de Friese wereld, waar de god opduikt onder de naam Fosite of Fosete.

## Oorsprong en naam
De taalkundige Hans Kuhn heeft op grond van de regels van de klankverschuiving in de Germaanse talen aannemelijk gemaakt dat de Friese naam is ontleend aan de Griekse godennaam Poseidon; dit moet naar zijn idee al zijn gebeurd voordat deze klankverschuiving plaatsvond, mogelijk als gevolg van de Griekse barnsteenhandel rond Helgoland. Inderdaad werd Poseidon in het gebied van de Limes vereerd als een riviergod. De Noorse verering van Forseti vond waarschijnlijk zijn oorsprong in Friesland via de handel overzee. De Noordse naam is kennelijk een volksetymologie en betekent "voorzitter" (Latijn: praeses). Volgens de oudgermanist Jan de Vries waren de culturele betrekkingen tussen Friesland en Zuid-Noorwegen rond het jaar 700 sterk genoeg dat de Fosite-cultus zich noordwaarts naar de Oslofjord had kunnen uitbreiden Mogelijk is de taalkundige vorm echter beïnvloed door het Schots-Gaelische Fearsithe ("vredestichter", "man van vrede").
De geconstrueerde mengvorm Forsite, voor het eerst gebruikt door Jacob Grimm in 1835, werd in 1952 opnieuw geïntroduceerd door de taalkundige Willy Kroggmann in het propagandaschrift Helgoland ruft! Hij werd vanaf ongeveer 2010 – onder andere via Wikipedia – gangbaarder en is sindsdien geregeld in publicaties te vinden. Taalkundig juister is veronderstelde overgangsvorm *Foseti, die al vanaf 1860 in populair-historische publicaties opduikt.

## Fosite/Fosete
De god wordt binnen de Friese context zowel Fosite als Fosete genoemd. Over zijn precieze plaats binnen de Friese mythologie is weinig bekend. Volgens sommige theorieën zou hij als god van het recht identitiek zijn geweest aan de god "Mars Thingsus", de god van het Ding, die in een aantal Engelse inscripties van Friese huursoldaten uit de derde eeuw wordt genoemd. Deze god wordt algemeen geïdentificeerd met de hemelgod *Tiwaz die in de Noordse mythologie overeenkomt met Týr. Van deze laatste wordt vermoed dat hij in het oorspronkelijke geloof van de Indo-Europeanen de hoogste plaats innam. Andere theorieën stellen hem gelijk aan de Noordse zeegod Njord of aan diens vermoedelijke voorgangster, de vruchtbaarheidsgodin Nerthus. Ook zijn er pogingen ondernomen om Fosite te identificeren met Fro Ing, die meestal wordt geassocieerd met vruchtbaarheid en de zee. Zie hiervoor de Wanengod Freyr en Inguz. De historicus Reinhard Wenskus koppelt Fosite aan een andere godin die eveneens uit het Friese gebied naar het noorden kwam, namelijk Hludana of Hlódyn (Jörd).
Fosite wordt soms in verband gebracht met de sage van de twaalf Asega's, ook wel de sage van de rechtsvinding genoemd. De bewijzen hiervoor zijn echter dun.

### Fositesland
Fosite(s)land wordt genoemd in de heiligenlevens van Willibrord en Liudger. Op Fositesland zou de missionaris volgens zijn latere hagiograaf Alcuinus de door heidenen als heilig beschouwde waterbron, Fosite en het vee hebben onteerd. Volgens de hagiograaf Altfridus reisde circa 785 de missionaris Liudger af naar dit eiland en vernielde daar alles wat met de verering van de god Fosite te maken had, bouwde er een kerk en kerstende het eiland inclusief de heidens heilige waterbron. De schatten uit de tempel nam hij in beslag; een derde daarvan schonk hij ter ere van Willibrord aan het bisdom Utrecht.
Er is een brede consensus dat met Fositesland het rotseiland Helgoland wordt bedoeld. Bij de kroniekschrijver Adam van Bremen is er echter ook sprake van enige verwarring met de Faeröer-eilanden. Van verschillende andere plaatsen wordt eveneens beweerd dat zij het toneel van de vergadering onder leiding van Fosite zijn geweest, waaronder de waddeneilanden Texel en Ameland, de landstreek Wursten en Kennemerland. De lutherse predikant Jürgen Spanuth (1907-1998) dacht aanvankelijk (1934) aan een heilbron aan de voet van de Noord-Friese Stollberg in zijn standplaats Bordelum.
In het vervalste heiligenleven van Suïtbertus (eind 15e eeuw) was voor het eerst sprake van een tweede heiligdom op Helgoland, gewijd aan Jupiter. De Groningse historicus Cornelius Kempius en de Utrechtse geleerde Aernout van Buchel identificeerden in 1588 en 1592 twee beeldjes uit een 11e-eeuwse kroonluchter in de Utrechtse Mariakerk als de in beslag genomen godenbeelden van de godin Phoseta en de god Wodan. Ook zouden Freyja en Medea hier zijn vereerd. Deze mythe bleef tot in de 20e eeuw in stand. Op fantasierijke kaarten van Helgoland uit de 17e eeuw verschenen vervolgens heilige bossen en tempels gewijd aan Phoseta of Fosta, Jupiter, Mars en Vesta (opgevat als Latijnse vorm van Phoseta). De Friese historicus Pier Winsemius (1622) was een van de eersten die Fositesland gelijk stelde met het eiland van de vruchtbaarheidsgodin Nerthus zoals beschreven door Tacitus. Deze laatste suggestie is sindsdien veelvuldig gevolgd en vindt in wetenschappelijke kringen nog altijd voor- en tegenstanders. Nerthus werd in de 19e eeuw op haar beurt weer geïdentificeerd met een godin Hertha, die men echter doorgaans op Rügen situeerde.
De radicale Noord-Friese publicist Knut Jungbohn Clement (1803-1873) noemde in zijn Lebens- und Leidensgeschichten der Frisen (1845) Helgoland het centrum van een verdronken koninkrijk der Friezen, waar jaarlijks feestelijke bijeenkomsten voor alle omliggende gebieden werden gehouden. De nationaalsocialistische geleerde Herman Wirth (1885-1981), die zich baseerde op het Oera Linda-boek, stelde Fositesland gelijk aan een verdronken Doggersland. Jürgen Spanuth, eveneens actief nationaalsocialist, maakte van Helgoland oftewel Fositesland de hoofdplaats van het verdronken Atlantis in de Noordzee. Door partijgenoten werden zij echter bekritiseerd omdat ze Germaanse heldenverering te veel met elementen uit het christendom zouden vermengen. Al deze theorieën stuitten in wetenschappelijke kring op brede afwijzing, maar raakten door populairwetenschappelijke geschriften wijdverbreid, met name in New Age- en extreemrechtse kringen.

### Friese verwijzingen naar Fosite
De herinnering aan Fosite wordt in Friesland (zowel in het Nederlandse als in het Duitse deel) op meer of minder serieuze manier in ere gehouden tijdens het Friesen-droapen op Helgoland en door het plaatsen van een extra stoel voor Fosite tijdens vergaderingen.
De 19e-eeuwse predikant en evangelist Jan de Liefde introduceerde in 1850 in een populair kerstverhaal Fostedina met de gouden kap, dochter van de hoofdeling van Helgoland, die het oorijzer zou hebben uitgevonden. Het werd tevens in het Engels vertaald en kreeg in Friesland de status van een oud volksverhaal, waarbij Fostedina werd gepromoveerd tot dochter van de legendarische koning Radboud. In 1950 werd een opera onder deze naam opgevoerd; in 1995 nam Meindert Talma een liedje op met als titel 'Fostedina'.
Na de overdracht van Helgoland aan het Duitse Rijk in 1890 werd Fosite gebruikt als personificatie van het eiland, vergelijkbaar met Frisia voor Friesland en Germania voor Duitsland. De plaatselijke voetbalclub heet nog altijd Vfl Fosite Helgoland von 1893.

## Forseti
Onder de namen Forseti speelt de god een rol in de Noordse mythologie als een van de twaalf Asengoden, met name als god van het recht, de vrede en de waarheid. Hij is daar de zoon van Baldur en Nanna. In de hemelse godenwereld Asgaard heeft hij een paleis of hal Glitnir, hetgeen "stralend" betekent en verwijst naar het zilveren dak en de gouden pilaren die op grote afstand konden worden gezien. In het Oudnoords betekende de naam "voorzitter" en het woord heeft in het moderne IJslands en Faeröers de betekenis van president.
Forseti werd beschouwd als de wijste en welsprekendste god van Asgaard. In tegenstelling tot de aan hem verwante god Týr, die recht sprak over zwaardere misdrijven, onderhandelde en besliste Forseti over kleinere twisten. In zijn hal verschafte hij recht aan iedereen die hem daartoe verzocht en er werd beweerd dat zijn oordeel altijd door alle partijen als rechtvaardig werd gezien. Net als zijn vader Baldur was hij een zachtaardige god die vrede voorstond en zo kon iedereen die zijn oordeel opvolgde in veiligheid leven. Forseti stond zo hoog in aanzien, dat alleen de meest plechtige eden in zijn naam werden uitgesproken.
Hij wordt niet vermeld als strijder in Ragnarok en men neemt aan dat hij als vredesgod niet aan krijgszaken deelnam. Meegespeeld kan hebben dat de overgeleverde versie van Ragnarok behoort tot de Noordse mythologie, terwijl de god Forseti wordt beschouwd als een oorspronkelijk Friese god die mogelijk nog niet geheel in de Noordse mythologie was doorgedrongen.

## Trivia
Forsite Verlag is een nationaalsocialistische uitgeverij te Bottrop (eigenaar Dennis Krüger), sinds 2006 verbonden met de vereniging Trojaburg e.V., sinds 2011 met de opvolger daarvan Parzifal e.V. De gekozen naam is een combinatie van Friese en de Noordse spellingsvarianten. Als embleem dient het zesspakige wagenwiel uit het Oera Linda-boek, in dit geval opgevat als de Friese tegenhanger van het hakenkruis. De uitgeverij publiceert boeken over de Europese prehistorie en over mythologie, die grotendeels uitgaan van de nationaalsocialistische rassenleer. Hierbij krijgt met name het gedachtegoed Jürgen Spanuth en Herman Wirth veel aandacht. Ook de Chileense mysticus Miguel Serrano behandelt Fosite en het Oera Linda-boek in zijn hagiografie Adolf Hitler: el Último Avatãra (De laatste avatar, 1984).
Forseti is tevens een personage in het rollenspel Dungeons & Dragons.